# واکنش پینر
واکنش پینر(به انگلیسی: Pinner reaction) واکنشی در شیمی آلی است که طی آن یک نیتریل با یک الکل در حضور یک کاتالیزور اسیدی (مانند هیدروکلریک اسید) واکنش می‌دهد. محصول ایجاد شده، نمک هیدروکلریک اسید یک ایمینو استر یا آلکیل ایمیدات است که به نمک پینر معروف است. این واکنش به نام شیمیدان آلمانی آدولف پینر نامگذاری شده است.